# Charopinus dubius
Charopinus dubius är en kräftdjursart som beskrevs av T. Scott 1900. Charopinus dubius ingår i släktet Charopinus och familjen Lernaeopodidae. Arten har ej påträffats i Sverige. Inga underarter finns listade i Catalogue of Life.